# Missionari figli del Cuore Immacolato di Maria

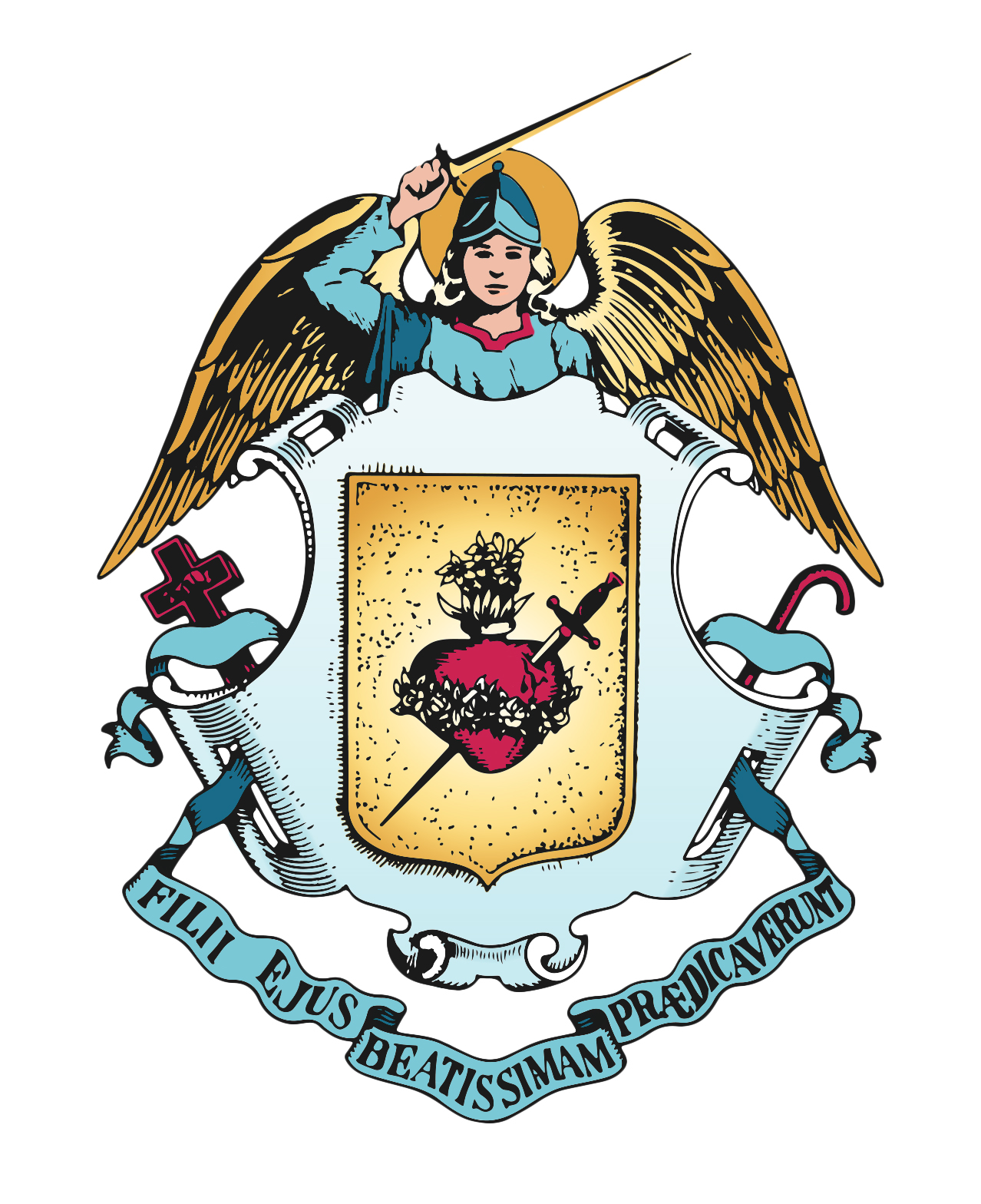
Lo stemma della congregazione

I Missionari figli del Cuore Immacolato di Maria (in latino Congregatio Missionariorum Filiorum Immaculati Cordis B.M.V.) sono un istituto religioso maschile di diritto pontificio: i membri di questa congregazione clericale, detti comunemente Claretiani, pospongono al loro nome la sigla C.M.F. (Cordis Mariae Filius).

## Storia

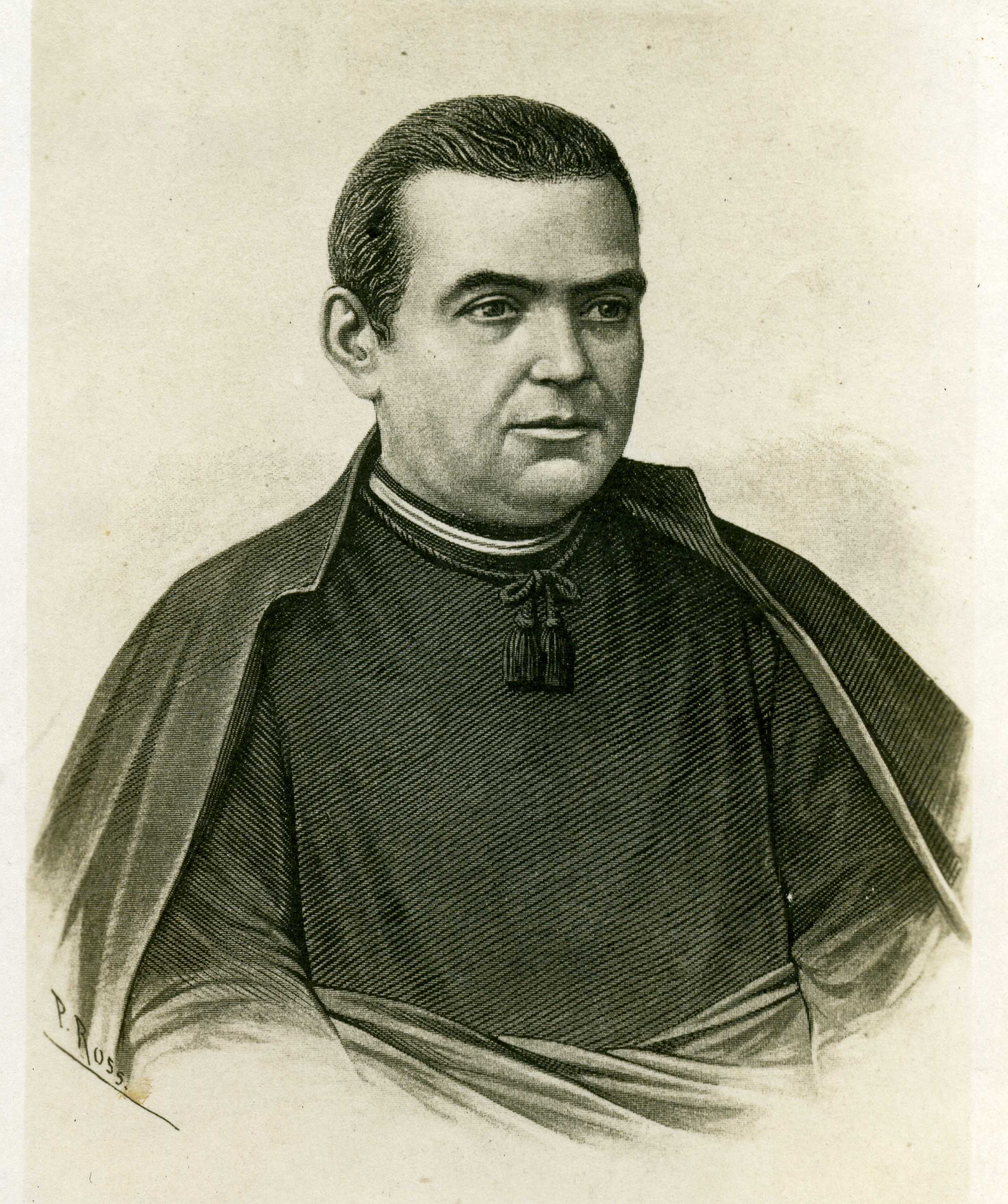
Antonio María Claret y Clará

Agli inizi del XIX secolo i governi liberali che ressero la Spagna (Juan Álvarez Mendizábal, Baldomero Espartero, Leopoldo O'Donnell) condussero una politica che portò alla secolarizzazione dei beni ecclesiastici e alla dispersione delle comunità religiose.
Antonio María Claret y Clará (1807-1870), dopo una proficua esperienza come missionario alle Canarie, pensò di istituire una confraternita di sacerdoti diocesani con voti privati per la predicazione delle missioni popolari in Catalogna e, assieme a cinque compagni (Esteban Sala, José Xifré, Jaime Clotet, Domingo Fábregas, Manuel Vilaró), il 16 luglio 1849 diede inizio alla congregazione nel seminario di Vich.
Claret, eletto vescovo di Santiago di Cuba, dovette abbandonare la guida della compagnia a tre mesi dalla fondazione: l'istituto si consolidò e diffuse sotto la direzione di José Xifré, che venne eletto superiore generale nel 1858 e resse i claretiani fino al 1899.
La congregazione ricevette il pontificio decreto di lode il 29 ottobre 1860; le sue costituzioni vennero approvate ad experimentum il 22 dicembre 1865 e definitivamente l'11 febbraio 1870.
Il 18 settembre 1868, allo scoppio della rivoluzione, i religiosi lasciarono la Spagna e Xifré si stabilì a Perpignano. Nel 1869, su invito del vescovo Lavigerie, i primi claretiani si recarono come missionari in Algeria; seguirono poi fondazioni in Cile e, nel 1880, a Cuba.
Nel 1883 la Santa Sede affidò ai claretiani la missione in Guinea Equatoriale e nel 1884 i religiosi assunsero la direzione del pontificio collegio spagnolo di Roma.
Della congregazione esiste anche il ramo femminile delle Religiose di Maria Immacolata, anch'esso fondato dal Claret.

## Spiritualità
Il fondatore, Antonio María Claret y Clará, fu beatificato il 25 febbraio 1934 da papa Pio XI e venne proclamato santo da papa Pio XII il 7 maggio 1950.
I patroni della congregazione sono la Beata Vergine e San Michele Arcangelo: il suo motto è "Surrexerunt filii eius et beatissimam praedicaverunt".

## Attività e diffusione
I claretiani si dedicano alla predicazione, alle missioni tra credenti e non credenti, all'istruzione e all'educazione della gioventù, all'apostolato della stampa.
La congregazione è diffusa in Europa, nelle Americhe, in Africa e in Asia.
La sede generalizia è presso la basilica del Sacro Cuore Immacolato di Maria nel quartiere Parioli di Roma.

## Pubblicazioni
La congregazione dispone di una casa editrice accademica, le Editiones Institutum Iuridicum Claretianum (Ediurcla), con sede a Roma. La loro rivista Commentarium pro Religiosis uscì per la prima volta in stampa nel 1920, mentre nel 1935 fu ridenominata Commentarium pro Religiosis et Missionariis (abbreviato come CRM, ISSN 1124-0172).
Alcune case editrici clarettiane sono riunite nel Gruppo editoriale Claret, tra cui: Misioneros Claretianos (Siviglia), Editorial Claretiana (Buenos Aires), Misioneros Claretianos (Madrid), Claretian Communications Foundation Inc. (Quezon City, ex Claretian Publications, fondata nel 1981) Claretian Publications (Bangalore) e Congregation Des Missionaires Claretians (Yaoundé). I clarettiani degli Stati Uniti e del Canada gestiscono anche le Claretian Publications e la rivista U.S. Catholic.

## Statistiche
Accanto all'anno, è indicato il numero delle province in cui era organizzata la congregazione, seguito dal numero delle case, di quello complessivo dei membri e da quello dei sacerdoti.
| anno | province | case | membri | sacerdoti |
| ---- | -------- | ---- | ------ | --------- |
| 1850 | -        | 1    | 6      | 6         |
| 1875 | -        | 14   | -      | 92        |
| 1900 | 2        | 60   | 1.476  | 463       |
| 1925 | 10       | 151  | 1.927  | 991       |
| 1950 | 15       | 241  | 2.398  | 1.454     |
| 1960 | 22       | 296  | 3.455  | 1.705     |
| 1970 | 27       | 349  | 3.365  | 2.046     |
| 1977 | 27       | 400  | 2.884  | 1.947     |

Alla fine del 2021 la congregazione contava 536 case e 2.995 membri, di cui 2.248 sacerdoti.